# Piper macrotrichum
Piper macrotrichum är en pepparväxtart som beskrevs av C. Dc.. Piper macrotrichum ingår i släktet Piper och familjen pepparväxter. Inga underarter finns listade i Catalogue of Life.